# Trachelipus semiproiectus
Trachelipus semiproiectus är en kräftdjursart som beskrevs av Gui och Tang 1996. Trachelipus semiproiectus ingår i släktet Trachelipus och familjen Trachelipodidae. Inga underarter finns listade i Catalogue of Life.